# Banjarsari (Metro Utara)
Banjarsari is een bestuurslaag in het regentschap Metro van de provincie Lampung, Indonesië. Banjarsari telt 9309 inwoners (volkstelling 2010).